# Белов, Александр Фёдорович (Герой Советского Союза)
Александр Фёдорович Белов (30 ноября 1923, Душилово, Ивановская Промышленная область — 5 апреля 1980, Фурманов, Ивановская область) — советский солдат, участник Великой Отечественной войны, Герой Советского Союза.

## Биография
Родился 30 ноября 1923 года в деревне Душилово Фурмановского района Ивановской области в семье крестьянина. Русский. Окончил начальную школу. Работал сверловщиком на литейно-механическом заводе в городе Фурманов.
Призван в Красную Армию с 1942 году. Боевое крещение получил под Ржевом осенью того же года, воевал под городом Духовщина, освобождал Смоленск, Оршу, Витебск, Каунас, форсировал реку Неман. Под Витебском сержант Белов при отражении атаки противника, когда вышел из строя пулемёт, выкатил с товарищами пушку и прямой наводкой открыли огонь по врагу. В одном из боёв Александр был ранен осколком в голову, но не покинул поле боя. За мужество, отвагу и находчивость его наградили орденом Славы III степени.
Член ВКП(б)/КПСС с 1944 года.
Отличился в боях в Восточной Пруссии. 17 августа 1944 года помощник командира взвода 346-го стрелкового полка (63-я стрелковая дивизия, 5-я армия, 3-й Белорусский фронт) старший сержант Белов с группой бойцов ворвался во вражескую траншею, в рукопашной бою уничтожил лично шесть солдат противника. Белов водрузил красный флаг на берегу реки Шешупе, где ранее стоял советский пограничный знак № 50. Закрепившись, взвод отразил 5 контратак противника и удержал занимаемую позицию.
Указом Президиума Верховного Совета СССР от 24 марта 1945 года «за образцовое выполнение заданий командования и проявленные мужество и героизм в боях с немецко-фашистскими захватчиками» старшему сержанту Белову Александру Фёдоровичу присвоено звание Героя Советского Союза с вручением ордена Ленина и медали «Золотая Звезда» (№ 8271).
После демобилизации в 1945 году вернулся на родину, в город Фурманов. Работал водителем в железнодорожном хозяйстве. Высокие награды Белову вручили в Кремле только в марте 1947 года.
Умер 5 апреля 1980 года. Похоронен в секторе воинских захоронений городского кладбища.

## Награды и звания
Награждён орденами Ленина, Отечественной войны II степени, Славы 3-й степени, медалями.

## Память
- Памятник на могиле.
- Его именем названа улица в Фурманове. На доме, где жил Герой, установлена мемориальная доска[1].